# Kateřina Němcová
Kateřina Němcová (Praga, 14 de novembre de 1990) és una jugadora d'escacs txeca, que té el títol de Gran Mestre Femení des de 2008. Representa actualment els Estats Units.
A la llista d'Elo de la FIDE d'octubre de 2014, hi tenia un Elo de 2312 punts, cosa que en feia el jugador número 133 (en actiu) dels Estats Units, i la número 4 (femenina) del país. El seu màxim Elo va ser de 2382 punts, a la llista d'abril de 2013 (posició 3558 al rànquing mundial).

## Resultats destacats en competició
Fou Campiona femenina de Txèquia el 2008. Fou segona al Campionat del món Sub-18 de 2007, i guanyà el Campionat d'Europa Sub-18 de 2008, a Herceg Novi.